# 아케이드 시티
아케이드 시티는 길드라고 불리는 지역 운전자 협동조합의 세계 네트워크를 건설 중이다. 길드 드라이버는 신뢰 할 만한 서비스를 그들의 지역에 공동으로 제공한다. 드라이들과 탑승자들은 아케이드 토큰이라는 블럭체인으로 소득을 올릴 수 있다. 미국 텍사스에 위치한 아케이드 시티는 블록체인 기술을 이용한 차량 공유 기업으로서 2016년 우버가 위법으로 승인 되지 않았던 텍사스 주의 주도인 오스틴에서 시작되어 여러 국가에서 운영이 되고 있다.